# Сендецкий, Василий Иванович
Васи́лий Ива́нович Сенде́цкий (1838—1907) — русский военачальник, генерал-лейтенант (1901), участник обороны Севастополя в 1855 году, герой обороны Шипки в 1877 году.

## Биография
Из дворян Таврической губернии. Родился 1 (13) января 1838 года, православного вероисповедания.
Общее образование получил в частном учебном заведении; военное образование получил на службе.
Во время Крымской войны, в неполные 17 лет, 2 сентября 1854 года вступил в военную службу в Подольский пехотный полк рядовым на правах вольноопределяющегося (полк в то время находился в Одессе на переформировании). В начале 1955 года произведен в унтер-офицеры.
С  апреля 1855 года — участник обороны Севастополя в составе  Подольского пехотного полка, отправленного в Крым. В боях был дважды ранен; 6 июня 1855 года, за боевые отличия, произведен в офицерский чин прапорщика.
В Подольском пехотном полку Сендецкий прослужил до 1878 года. За это время он был произведен в  подпоручики (старшинство с 6 ноября 1858 года), поручики (старшинство со 2 июля 1860 года), штабс-капитаны (старшинство с 10 июля 1862 года), капитаны (старшинство с 15 мая 1868 года), майоры (старшинство с 20 марта 1873 года). В течение немногим более десяти лет был на должности командира роты, затем три года и восемь месяцев командовал батальоном, в 1867 году был награждён орденом Св. Станислава 3-й степени.

В 1877 году, с самого начала кампании против турок, Сендецкий находился с полком на Балканском театре военных действий и принимал участие во многих сражениях. 15 июня 1877 года за боевые отличия был произведен в подполковники; 5 июня 1878 года награждён Золотой саблей с надписью «За храбрость», а 27 февраля (по другим данным — 28 февраля) того же 1878 года был удостоен ордена Св. Георгия 4-й степени: 
…в воздаяние за отличие, оказанное при сосредоточенной атаке турецкой армии, 28 декабря 1877 года, у деревни Шипки, где овладел ложементами укрепления и тем способствовал успеху других наших отрядов.
 В этом бою подполковник Сендецкий был ранен, но остался в строю, и в начале января, действуя на позициях у горы Св. Николая, получил новое ранение и только после этого был эвакуирован в тыл.
27 июня 1879 года Сендецкий за боевые отличия был произведен в полковники со старшинством с 28 декабря 1877 года (со дня оказания подвига). В том же 1879 году за беспорочную выслугу 25 расчётных лет в офицерских чинах был награждён орденом Св. Владимира 4-й степени с бантом.
15 октября 1878 года полковник Сендецкий был назначен Спасским уездным воинским начальником (в Рязанской губернии); с 17 июля 1881 года по 3 сентября 1884 года он командовал 75-м пехотным резервным батальоном, а затем 28-м пехотным резервным батальоном. За это время был награждён орденами Св. Станислава 2-й степени (в 1883 году) и Св. Анны 2-й степени (в 1888 году).
15 марта 1889 года Сендецкий получил должность командира 115-го пехотного Вяземского полка, а с 14 октября 1892 года командовал 63-м пехотным Углицким полком. 26 февраля 1894 года, за отличие по службе, был произведен в генерал-майоры и в том же году назначен командиром 2-й бригады 33-й пехотной дивизии. В дальнейшем служил в войсках Туркестанского военного округа и командовал там 3-й Туркестанской линейной бригадой (с 29 апреля 1898 года по 28 декабря 1898 года), 2-й Туркестанской линейной бригадой (по 2 июля 1899 года), Туркестанской местной бригадой (2 июля 1899 года — 23 июня 1900 года) и 1-й Туркестанской резервной бригадой (по 9 июня 1901 года). За время службы в Туркестане он получил ордена Св. Владимира 3-й степени (в 1896 году) и Св. Станислава 1-й степени (в 1899 году). Кроме того, в 1897 году был отмечен нагрудным Знаком отличия за 40 лет беспорочной службы и в следующем 1898 году удостоен Высочайшего благоволения Монарха.
9 июня 1901 года генерал-майор Сендецкий был уволен от службы, с производством в генерал-лейтенанты, с мундиром и с пенсией; до 15 января 1902 года был в отставке. В 1902 году награждён бухарским орденом Золотой звезды 1-й степени.
15 января 1902 года отставной генерал-лейтенант Сендецкий снова определён в службу, с назначением начальником 14-й пехотной дивизии (Кишинёв), а 6 сентября 1904 года был назначен членом Александровского комитета о раненых (Санкт-Петербург). В 1905 году удостоен ордена Св. Анны 1-й степени, в 1906 году — ордена Св. Владимира 2-й степени.
Скончался Василий Иванович Сендецкий 17 февраля (2 марта) 1907 года в Санкт-Петербурге, похоронен на Никольском кладбище Александро-Невской лавры.

## Комментарии
1. ↑  Его родной брат Пётр Иванович Сендецкий, будучи в чине майора 53-го пехотного Волынского полка, также отличился в сражениях у Шипки и был награждён орденом Св. Георгия 4-й степени; впоследствии он вышел в отставку в чине полковника.